# فانوفيك
فانوفيك (بالإنجليزية: Vanovice)‏ هي municipality in Czech Republic تقع في التشيك في مقاطعة بلانسكو. يقدر عدد سكانها بـ 531 نسمة ومساحتها 12.15 كم2 وترتفع عن سطح البحر 430 متر.